# بحيرة سيلاسي
بحيرة سيلاسي هي بحيرة تقع في منطقة ثاندر باي بأونتاريو في كندا، ومصدر نهر وايتساند الذي يصب في بحيرة نيبيغون. إنها تبلغ 1,500 متر (4,921 قدم) و250 متر (820 قدم) على ارتفاع 334 متر (1,096 قدم). تقع بحيرة سيلاسي بجوار بحيرة هيلا، والتي تتدفق أيضًا إلى بحيرة نيبيغون، ولكن عبر نظام نهر بيكيتيغوشي. تشير أسماء البحيرات إلى هيلا سيلاسي الأول إمبراطور إثيوبيا.